# Pierre Daye
Pierre Daye (ur. w 1892 w Schaerbeek, zm. w 1960 w Argentynie) – belgijski dziennikarz i wydawca, kolaborant podczas II wojny światowej
Od października 1940 r. był redaktorem ds. polityki międzynarodowej w piśmie „Nouveau Journal”, wydawanym przez rexistów. Po zajęciu Belgii przez wojska niemieckie w poł. 1940 r., stał się współwłaścicielem wydawnictwa Editions de la Toison d'Or. Został też korespondentem francuskiego pisma „Je suis partout”. Po zakończeniu wojny z pomocą Charlesa Lascata zbiegł do Argentyny. W Belgii skazano go zaocznie 18 grudnia 1946 r. na karę śmierci. Juan Perón, prezydent Argentyny, polecił mu utworzyć Argentyńskie Stowarzyszenie ds. Przyjmowania Europejczyków, które zorganizowało kanały przerzutu z Europy dla b. SS-manów, zbrodniarzy wojennych i kolaborantów. W czerwcu 1947 r. władze belgijskie wystąpiły o ekstradycję Pierre’a Daye’a, ale bez skutku. W Argentynie kontynuował on swoją karierę dziennikarską. Był autorem wspomnień.

## Życiorys
Lionel Baland, Léon Degrelle et la presse rexiste, Paryż 2009